# 瓦爾布拉鄉

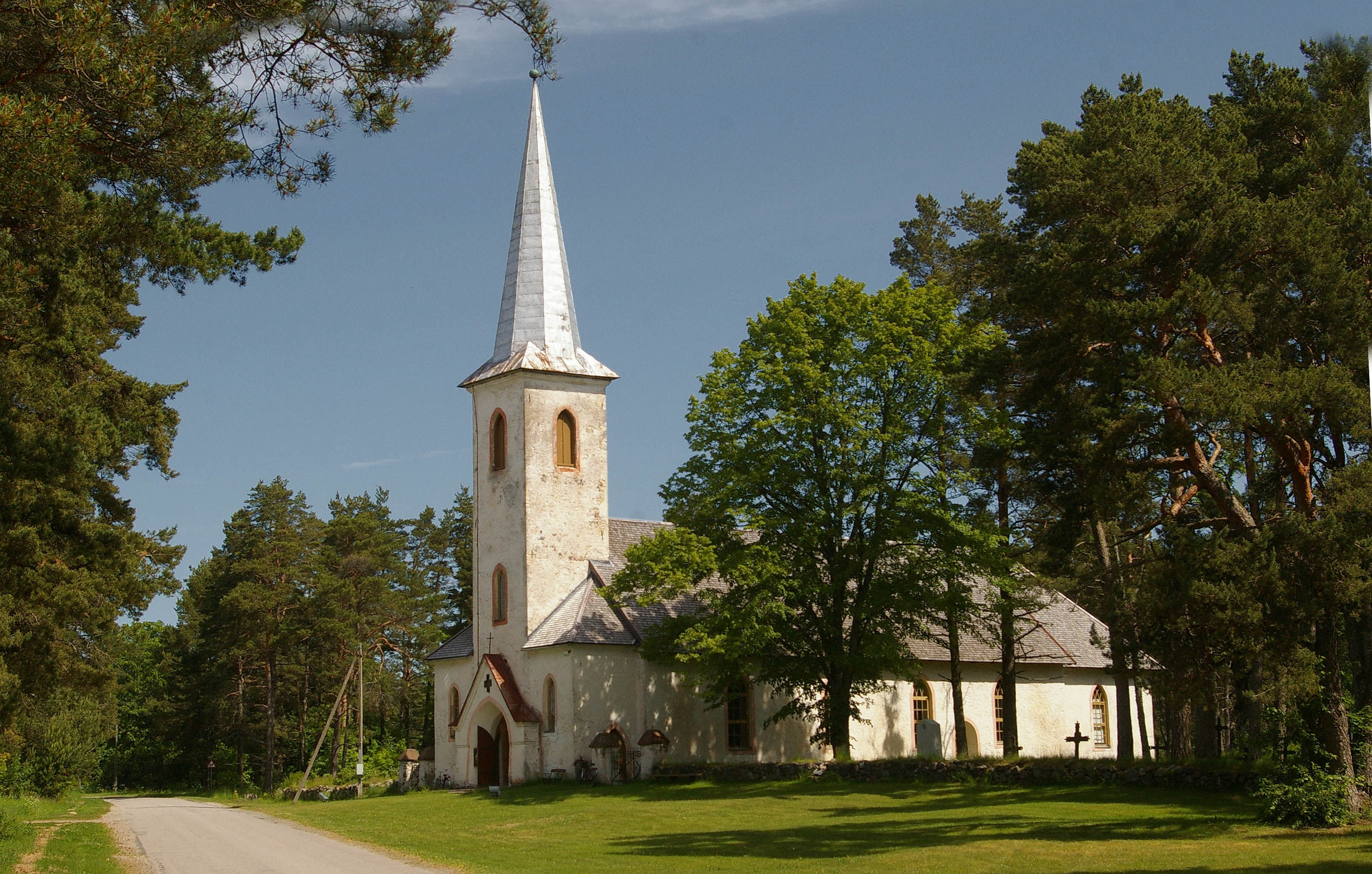
瓦爾布拉教堂

瓦爾布拉鄉，曾是愛沙尼亞派爾努縣的一個鄉村型市镇，位於該國西南部，行政中心設於瓦爾布拉，面積314平方公里，2006年人口1,013，人口密度每平方公里3人。
2017年爱沙尼亚行政改革后，瓦爾布拉市镇与其他市镇一起合并为新的莱内兰纳市镇。
58°25′55″N 23°45′40″E / 58.432°N 23.761°E